# 查懋成
查懋成（英語：Victor Cha Mou-Zing），香港人，籍貫浙江海寧，祖籍婺源，查濟民的幼子。查懋成是香港興業國際集團有限公司主席兼董事總經理。查懋成的太太是史美倫。
查懋成具深厚房地產發展經驗，其管理的香港興業國際集團業務遍及香港、中國內地和亞洲，涵蓋房地產發展及投資、物業管理、酒店管理、醫療保健服務及其他投資業務等領域。

## 學歷
- 美國史丹福大學工商管理碩士[3]

## 公司董事
- SOHO中國 獨立非執行董事[4]
- 新世界發展有限公司 候補獨立非執行董事[5]
- 名力集團控股有限公司 非執行董事[6]

## 公職
- 第十屆中國人民政治協商會議浙江省委員會委員[7]
- 香港藝術節主席[8]
- 香港貿易發展局香港－日本經濟委員會主席[9]
- 香港明天更好基金信託委員會委員[10]
- 桑麻基金會受託人

## 外部連結
1. ↑  .   [2013-01-19]. （原始内容存档于2020-04-28）.
2. ↑  . 新聞港 NewsHongKong. 2017-05-10  [2018-03-26]. （原始内容存档于2020-04-28） （中文（臺灣））.
3. ↑  . www.hkri.com.   [2018-03-26]. （原始内容存档于2016-11-13）.
4. ↑  . www.sohochina.com.   [2018-03-26]. （原始内容存档于2018-03-20） （英语）.
5. ↑  . www.nwd.com.hk.   [2018-03-26]. （原始内容存档于2021-03-23） （中文（繁體））.
6. ↑  . www.minglyhk.com.   [2018-03-26]. （原始内容存档于2017-10-09）.
7. ↑  . www.zjzx.gov.cn.   [2018-03-26]. （原始内容存档于2018-03-26）.
8. ↑  . www.hk.artsfestival.org.   [2018-03-26]. （原始内容存档于2021-05-02） （英国英语）.
9. ↑  . info.hktdc.com.   [2018-03-26]. （原始内容存档于2020-04-28）.
10. ↑  . www.betterhongkong.org.   [2018-03-27]. （原始内容存档于2020-04-28）.